# Montchadskiana
Montchadskiana (лат.) — род перьевых клещей из семейства Pterolichidae (Magimeliinae). Паразиты первостепенных маховых и больших кроющих перьев крыльев околоводных птиц из отряда Ржанкообразные (кулики, улиты и другие представители Charadriiformes). Длина тела самок 0,48—0,75 мм, ширина 0,14—0,30 мм (у самцов 0,40—0,68 и 0,12—0,29 мм соответственно). Тело сильно вытянутое, узкое, окраска от желто-коричневого до чёрно-бурого цвета в сильно хитинизированных местах.
Род назван в честь российского паразитолога и энтомолога Александра Самойловича Мончадского (1897—1974).

## Систематика
Около 15 видов, 2 подрода, включая Aphyllochaeta Dubinin, 1956. Ранее выделенные подроды Pilochaeta Dubinin, 1956 и Triphyllochaeta Dubinin, 1956 теперь оба повышены в статусе до отдельных родов.
- Montchadskiana buchholzi (G. Canestrini, 1878) — Европа, Северная Америка, Южная Африка
  - =Dermaleichus buchholzi G. Canestrini, 1878
- Montchadskiana calidridis Dubinin, 1956
- Montchadskiana dubinini Dabert & Ehrnsberger, 1999 (подрод Aphyllochaeta Dubinin, 1956) — на Calidris pusilla (Нью-Йорк)
- Montchadskiana eroliae Dubinin, 1951 (подрод Aphyllochaeta Dubinin, 1956)
- Montchadskiana fascigera (Mégnin & Trouessart, 1884) — Европа, Гренландия, Россия (Сибирь, Новая Земля, остров Врангеля, Дальний Восток)
  - =Montchadskiana minutus Dubinin, 1951
  - =Montchadskiana phalaropi Dubinin, 1951
- Montchadskiana glareolae Dabert & Ehrnsberger, 1999 — на Tringa glareola (Польша)
- Montchadskiana guttifera Dabert & Ehrnsberger, 1999 — на Tringa guttifer (Таиланд)
- Montchadskiana hastigera (Mégnin & Trouessart, 1884) — на куликах (Европа, Сибирь, Чукотский полуостров, остров Врангеля)
- Montchadskiana prosoboniae Dabert & Ehrnsberger, 1999 — на Prosobonia cancellata (Туамоту, Французская Полинезия)
- Montchadskiana securicata (Mégnin & Trouessart, 1884)
- Montchadskiana totani Dubinin, 1951
  - =Montchadskiana heteractitidis Dubinin, 1956
- Montchadskiana tridentata Dabert & Ehrnsberger, 1999 — на Catoptrophorus semipalmatus (Bone Island, Вирджиния, США)
- Montchadskiana ulitae Dubinin, 1951